# Discreet Music
Discreet Music è un album discografico del musicista britannico Brian Eno pubblicato nel novembre 1975.
Sebbene (No Pussyfooting) presenti sonorità pressoché "ambientali" e Another Green World contenga diverse tracce strumentali d'atmosfera, questo album segnò (se si escludono alcune collaborazioni e le parentesi "rock" di Before and After Science e Nerve Net), la conversione definitiva di Brian Eno all'ambient. A differenza delle pubblicazioni precedenti, questo fu il primo album del compositore ad essere pubblicato con il suo nome completo "Brian Eno".

## Il disco
La musica dell'album è concettualmente tanto ispirata alla Musique d'ameublement di Erik Satie, una musica che si integra ai suoni non intenzionali dell'ambiente e si inserisce in un contesto nel quale non è necessario ascoltarla attentamente, quanto alla musica che definisce "process generated".
Il lato A del vinile originale contiene la sola title track (trentuno minuti). Le note di copertina dell'album descrivono le complesse modalità in cui la traccia venne realizzata: essa inizia con due formule melodiche di diversa lunghezza suonate per mezzo di un sintetizzatore (in questo caso un EMS Synthi AKS) associato a un sequencer. Il segnale riprodotto passa successivamente attraverso un equalizzatore grafico che, occasionalmente, cambia il timbro del suono, per poi raggiungere una echo unit, prima di essere registrato su un registratore a nastro. Il nastro viene riprodotto da una seconda macchina, per poi essere rimandato alla prima che registra a sua volta i segnali in sovrapposizione.
L'altra metà dell'LP contiene tre variazioni della composizione Canone in Re Maggiore di Johann Pachelbel. Queste tracce vennero eseguite dalla Cockpit Ensemble, nonché eseguite e arrangiate da Gavin Bryars.

### La genesi dell'album
Costretto a rimanere a letto in seguito a un incidente d'auto, Eno ricevette un disco di musica classica ottocentesca per arpa. Dopo aver piazzato il vinile sul giradischi ed essere tornato a letto, si accorse che il volume della musica era estremamente basso. Troppo debole per rialzarsi e alzare il volume, concepì in quella circostanza un nuovo modo di percepire la musica. Dichiarò:

## Recensioni
Discreet Music ha finora ricevuto recensioni e valutazioni perlopiù positive da parte della critica. La rivista Fact lo reputa uno dei "venti migliori album ambient mai realizzati". AllMusic sostiene che la reputazione di Discreet Music nell'essere un'opera rivoluzionaria e influente è "superata soltanto dalla sua placida bellezza".. In entrambi i siti La storia della musica del critico Piero Scaruffi e "Ondarock" viene data all'album una valutazione pari a sette su dieci.

## Tracce
Tutte le tracce sono state composte da Brian Eno e Johann Pachelbel.
1. Discreet Music – 30:35
2. Fullness of Wind (Three Variations on the Canon in D Major by Johann Pachelbel) – 9:57
3. French Catalogues (Three Variations on the Canon in D Major by Johann Pachelbel) – 5:18
4. Brutal Ardour (Three Variations on the Canon in D Major by Johann Pachelbel) – 8:17

## Formazione
- Brian Eno: produttore, fotografie
- Gavin Bryars: Arrangiamento, direzione musicale

## Crediti
- Simon Heyworth: Masterizzazione
- Peter Kelsey: Ingegnere del suono
- Andrew Day: Design

## Classifiche
| Classifica (2021) | Posizione massima |
| ----------------- | ----------------- |
| Grecia            | 37                |